# 莫克蘭人
莫克蘭人（Makrani）是俾路支人一個次群體，分布在巴基斯坦俾路支省沿岸、信德省（卡拉奇）和印度的古吉拉特邦。
他們是由阿拉伯奴隸貿易商帶到當地的東非黑奴和俾路支人的後裔，他們講講俾路支語的莫克蘭方言信仰伊斯蘭教。巴基斯坦的莫克蘭人數約為82,000人，印度古吉拉特邦為28,000人，總數約為110,000人（截至2020年）。
克莫蘭人的主要職業是漁業、農業（種植椰棗、香蕉、轂物）和卡拉奇港的港口工人。莫克蘭人的習俗與俾路支人的習俗相似，莫克蘭人有自己的音樂傳統，接近非洲傳統音樂。
由於他們的非洲血統，莫克蘭人增加了對瘧疾的抵抗力。